# 小行星9556
小行星9556（英語：9556 Gaywray）是一颗围绕太阳公转的小行星。1986年4月8日，INAS在帕洛马山发现了此天体。
这颗小行星的绝对星等为315.47419等。